# 해럴드 L. 이커스
해럴드 르클레어 이커스(Harold LeClair Ickes, 1874년 3월 15일 ~ 1952년 2월 3일)는 미국의 정치인이자 32대 내무 장관이다. 프랭클린 D. 루스벨트 대통령이 신임하는 조언자로 미국이 유럽에서 벌어진 전쟁에 들어가는 사건에서 군사와 충분한 가솔린과 원유를 가진 후방 국내 전선을 보증하는 데 국내적 조정자였다. 이커스는 전쟁의 세월을 통하여 이 중요한 책임을 수행하였다.
자신의 무뚝뚝하고 결합력 있는 성격으로 알려진 이커스는 제2차 세계 대전이 일어나는 동안 전쟁 시기의 석유 행정가로서 자신의 세월을 포함하여 자신의 경력을 통하여 국가의 풍부한 자원의 정돈된 개발을 흥행하였다. 이커스는 1933년부터 1946년까지 13년간 내무 장관을 지내면서 미국 역사상 다른 이들보다 더욱 오래 지내왔다.

## 엄격한 가정
펜실베이니아주 홀리데이스버그에서 7명의 자식 중 둘째로 태어난 이커스는 크게 스코틀랜드 - 아일랜드계 인구의 고향이자 펜실베이니아주의 숲으로 덮힌 농장 지대에 위치한 올투나에서 자라왔다. 그는 초기 생애에 자연과 야외의 사랑을 지니게 되었다. 이커스 가족은 미국 독립 전쟁이 일어나기 전 이래 그 지방에서 살았다. 한번 가족은 큰 지주들을 가졌고, 해럴드의 조부는 주의 입법부에서 근무하였다. 하지만 해럴드가 태어날 때까지 가족의 재산들을 쇠퇴하였고, 가족은 종말을 만나는 데 분투하였다. 그의 부친 제시 분 윌리엄스 이커스는 담배 가게를 운영하였고, 모친 매틸다 ("매티") 맥클륜 이커스는 주부였다.
독실한 장로교도인 매티는 규율이 엄격한 사람이었다. 그녀는 일요일마다 신앙적 노래를 부르거나 책을 읽는 것만을 허락하였다. 그녀는 자식들을 안식일에 놀거나 햇빛에서 산책하는 것마저 허락하지 않았다. 매티는 성공하는 데 유별나게 강한 근면과 추진력을 보인 어린 해럴드에게 주목하였다. 응답에서 자신의 인생을 통하여 해럴드는 자신의 추억들에 그녀를 감탄하고, 그녀가 강요한 엄격한 신앙적 규범을 위하여 그녀를 분개하였다.
1890년 해럴드가 16세 밖에 안 되었을 때 매티는 폐렴으로 사망하였다. 해럴드와 여동생은 시카고의 외곽 엥글우드에 고모와 매우 요구적인 삼촌과 살러갔다. 부친으로부터 약간의 성원과 함께 해럴드는 고등학교에 수학하는 동안 삼촌의 약국에서 긴 시간을 일하였다. 전형적인 날에 해럴드는 아침 6시 30분에 약국을 열고, 하루를 위하여 학교에 가고 저녁 10시까지 일하는 데 오후에 돌아왔다. 이 긴 시간들에 불구하고 해럴드는 학업에서 빼어났다. 그는 자신의 주니어와 시니어의 해를 합칠 수 있었고, 1892년 명예와 함께 졸업하였다.

## 시카고의 변호사
고등학교를 마침에 이어 이커스는 시카고로 이주해 들어가 다음 40년 동안 남아있었다. 1897년 시카고 대학교를 졸업한 후, 이커스는 시카고 트리뷴과 시카고 레코드를 위한 신문 기자로 기용되었다. 모아진 자신의 소식을 통하여 이커스는 진보적 개혁 운동에 흥미를 가지게 되었다. 정치적 운동은 국가적 사회와 경제적 문제들을 해결하는 데 정부의 권력들을 이용하는 것을 믿었다. 자신의 정치적 활동들을 통하여 그는 비지니스맨이자 도시의 계획자인 프레더릭 델러노 루스벨트(젊은 프랭클린 D. 루스벨트의 삼촌)를 만났다.
1907년 시카고 대학교 법학대학원을 졸업한 후, 이커스는 도시의 개인 영업을 설립하였다. 1920년대 동안 그는 여성 산업 근로자들의 법적인 흥미들을 대표하는 것을 비롯한 평민의 권리들을 보호하는 것에서 큰 비지니스의 권력을 싸웠다. 그는 또한 전미 흑인 지위 향상 협회의 시카고 지점의 국장이었으며 미국 흑인들을 위하여 더욱 위대한 경제적 기회를 흥행하였다.

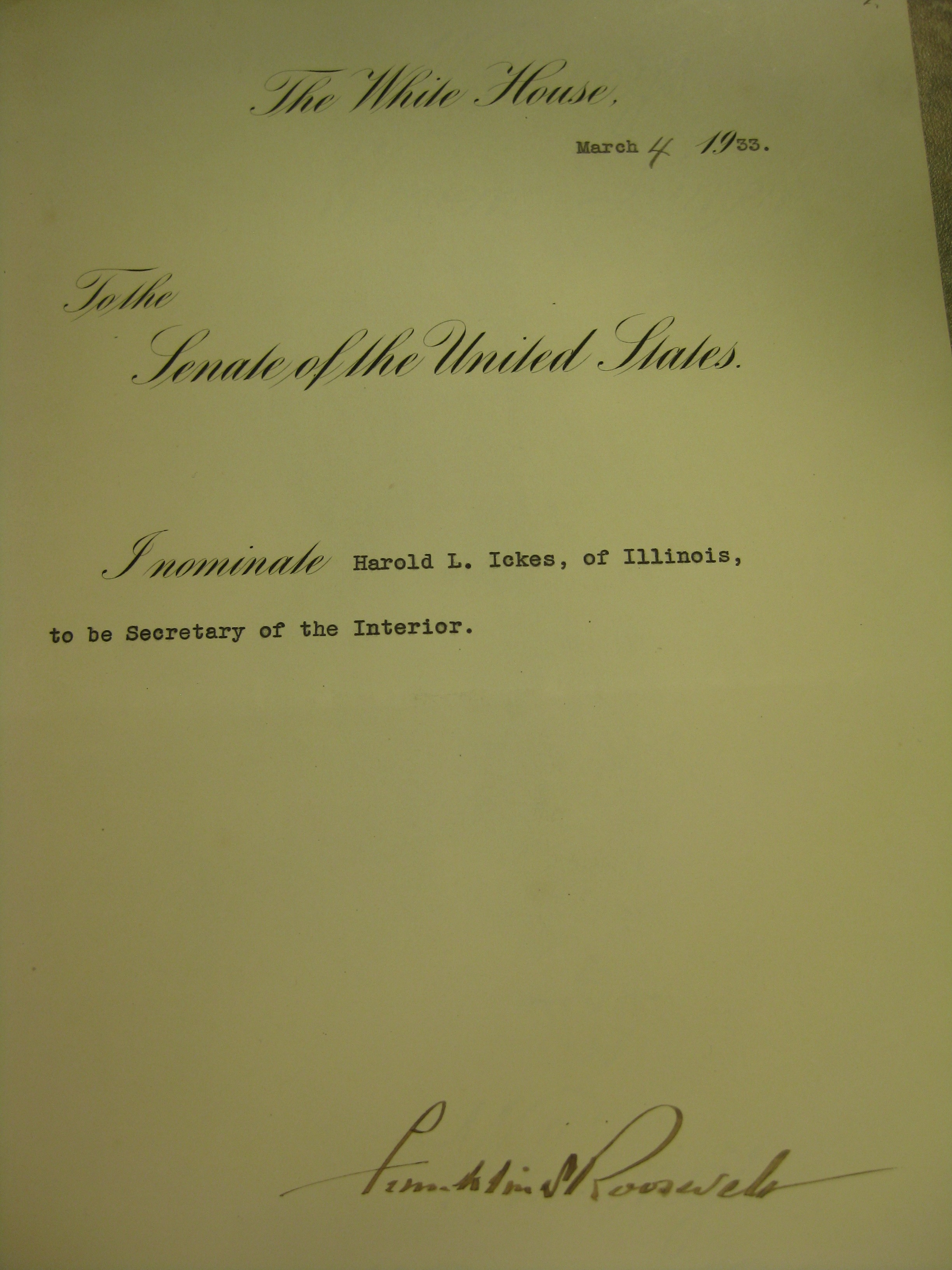
이커스의 내무 장관 임명권

## 32대 내무 장관

### 뉴딜의 추진자

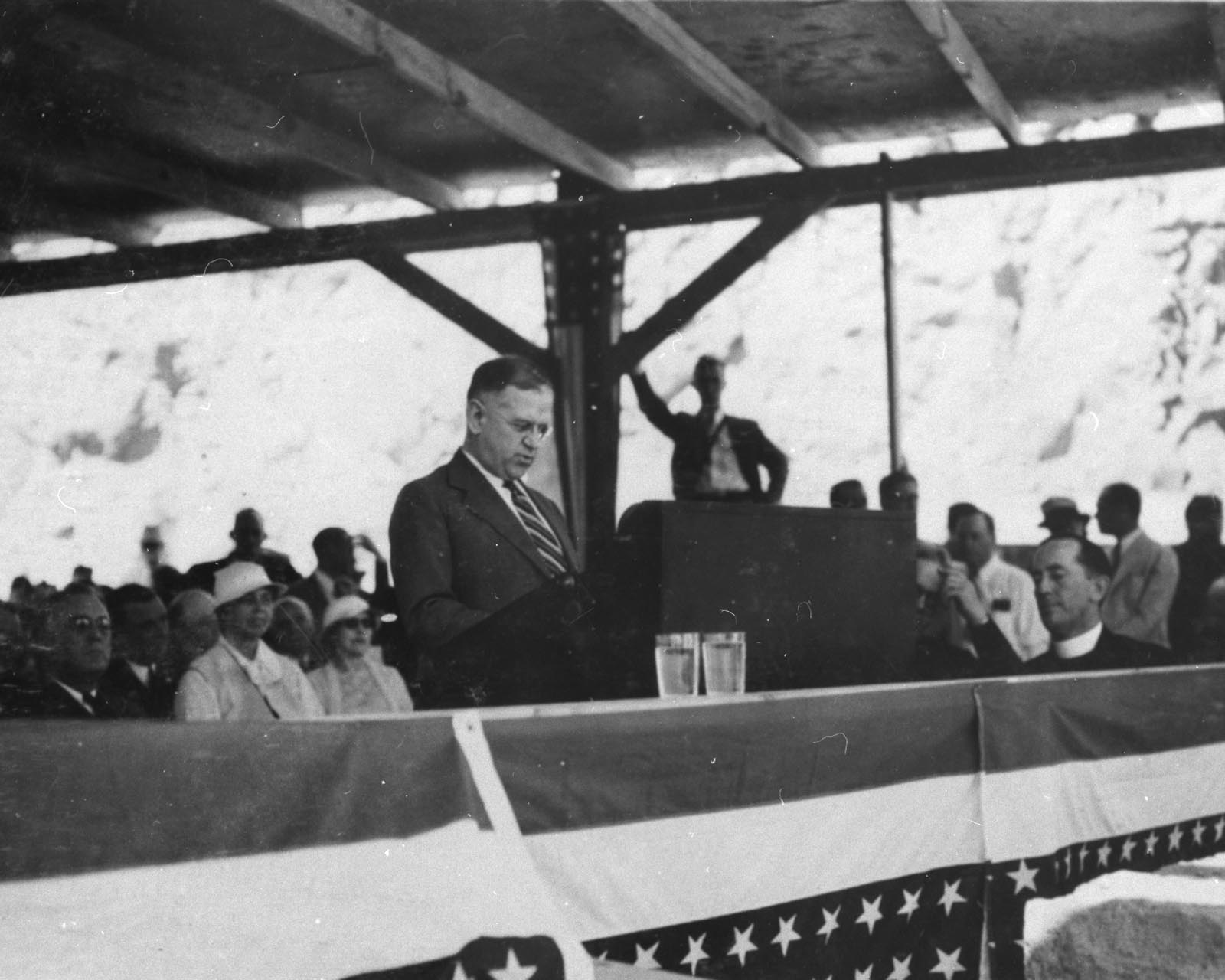
후버 댐 (당시 불더 댐)의 봉납식에서 연설하는 이커스

1932년 미국 대통령 선거에서 이커스가 루스벨트를 위하여 원기 왕성하게 운동을 벌인 후, 새롭게 선출된 대통령은 내무 장관의 직위와 함께 그에게 보답하였다. 자신의 새로운 직위에서 이커스는 조심스러운 정부의 계획을 통하여 국가의 자원의 정돈된 개발로 떠맡았다. 뉴딜에서 그는 새롭게 창조된 민간 산림 보호대를 위한 보존 계획들을 증명하고 공공사업국을 지도하였다. 뉴딜은 역사상 최악의 미국 경제 위기인 대공황 아래 고통에 시달린 시민들에게 구제와 회복을 가져오는 데 루스벨트 대통령에 의하여 창조된 프로그램들의 수집에 관련되었다. 공공사업국을 통하여 이커스는 큰 댐, 터널, 병원, 학교, 고속도로, 우체국과 다른 공공 시설들의 건설을 포함한 공공 사업 프로젝트들에 연방 기금 6억 달러의 배당액을 개인적으로 인도하였다. 공공사업국은 콜로라도강에 후버 댐, 컬럼비아강에 그랜드 쿨리 댐과 많은 다른 큰 용수와 전력 프로젝트들을 포함한 1만 9천개의 프로젝트들을 완료하였다. 프로젝트들은 절망적으로 필요하던 직업들을 마련하였다. 젊은 남성 실업자들을 위하여 직업들을 마련한 민간 산림 보호대를 통하여 이커스는 토양 보존 사업 프로젝트들과 화재가 일어났거나 잘라져 온 숲의 수백만 에이커의 다시 나무를 심는 것을 비롯한 자원 보존 프로그램을 추구하였다. 자신의 열심적인 일에 불구하고 이커스는 자신의 엄격하고 단련된 어린 시절에 의하여 가옥한 성격의 이유로 강한 공공적 수행을 끌어당기지 않았다.

### 윌리엄 제퍼스 - 고무의 조정자
이커스 내무 장관이 제2차 세계 대전이 일어나는 동안 생산과 이용을 조정하는 데 임명된 석유 자원들처럼 고무는 전쟁을 위하여 필요하던 또다른 중대한 비가공된 물질이었다. 하지만 고무를 위하여 미국의 근원의 90 퍼센트가 1940년대 초반에 동남아시아와 태평양 서부에서 일본의 군사 확장에 의하여 분열되었다. 이 근원의 대체를 조정하는 데 긴박한 필요함은 철도 간부 윌리엄 M. 제퍼스(1876년 ~ 1953년)에게 떨어졌다.
제퍼스는 네브래스카주 노스플랫에서 윌리엄과 엘리자베스 개논 제퍼스에게 9명의 자식들 중 하나로 태어났다. 아일랜드 이민자인 그의 부친은 유니언 퍼시픽 철도의 노동자였다. 어린 윌리엄은 14세의 나이에 그 철도 회사를 위하여 일하기 시작하였다. 다음 47년을 통하여 제퍼스는 1937년 유니언 퍼시픽 철도의 회장이 되는 데 계급들을 통하여 올라갔다. 그의 지도 아래 유니언 퍼시픽 철도는 미국에서 가장 재정적으로 성공한 철도 회사들 중의 하나가 되었다. 자신의 열성적인 추진력과 허튼 소리 없는 경영 스타일로 알려진 제퍼스는 국립 고무 관리자가 되는 데 1942년 9월 루스벨트 행정부에 의하여 요청되었다. 그는 고무 산업으로 명령을 가져오고 전쟁 효과를 위하여 확실한 공급을 보증하는 데 책임이 주어졌다. 제퍼스는 즉시 존재하는 고무 공급을 유지하는 데 가스 정량을 요구하였고, 그러고나서 제2차 세계 대전에서 가장 큰 국내 전선의 성취들 중의 하나로 숙고된 합성 고무 수용량들의 개발을 위하여 레이온의 이용을 흥행하였다. 제퍼스는 1953년 3월 캘리포니아주 패서디나에서 사망하였다.
이커스는 논쟁적인 사회 문제들에 빠르게 연설하고 활동하였다. 예를 들어 인권 운동 원인들의 흥미에서 이커스는 자신의 내무부에서 인종적 분리를 끝내고, 내무부에 의하여 모금된 프로젝트들에서 흑인들이 건설 직업들의 공명 정대한 나눔을 받는 데 확신시켰으며 1937년 3월 26일 첫 흑인 연방 재판관 윌리엄 헤이스티(1904년 ~ 1976년)의 임명을 흥행하였다. 이커스는 국제적으로 유명한 흑인 가수 매리언 앤더슨이 워싱턴 D. C.에서 개인적 콘서트 홀의 이용이 부인되었을 때 옥외 콘서트에서 수천명의 관중들 앞에서 1939년 부활절 일요일에 링컨 기념관에서 노래를 부르는 데 그녀를 위하여 개인적으로 마련하였다.
1930년대 후반에 이커스는 인기있는 비행가 찰스 린드버그의 고립주의적 전망들을 향하여 공공적으로 연설하는 데 루스벨트 행정부에서 처음이었다. 그는 또한 적극적으로 나치 독일과 파시스트 이탈리아에서 자라나는 군사 독재에 대항하는 연설을 하기도 하였다. 그는 1941년 일본군에 의하여 하와이의 진주만 폭격이 일어난 후에 루스벨트 대통령의 일본계 미국인 수용에 대항하는 연설을 하려고 하였다.

### 전쟁에서 원유의 중요성
특히 기계화된 교전 상태가 20세기 초반에 왔을 때 충분한 가솔린과 원유를 가지는 것보다 전쟁에서 군사의 기계를 후원하는 데 아무것도 더욱 중요하지 않다. 족한 무장 복무들을 세우고 유지하는 데 후방 국내 전선도 특히 전쟁 산업들, 석유의 의지가 되는 공급을 필요로 하였다.
이커스는 항상 대통령의 신임적인 조언자로 지내왔다. 전쟁이 증가적으로 절박해지면서 루스벨트는 국가의 석유 연료 보존에 관하여 매우 염려하였다. 1941년을 대비하여 연방 정부는 석유 산업에 적은 규제를 가져 주간 석유 교역의 어떤 국면들 만으로 제한시켰다. 이 제한된 통제는 대공황의 경제적 문제들로부터 국가를 구출하는 데 루스벨트의 뉴딜 프로그램들 중의 일부로서 1933년 이래 만으로 존재하였다. 1930년대 후반 동안에 몇몇의 연방 대리들은 석유 보존의 논점들과 새로운 근원들의 발견을 다루었다. 이것들 사이는 광산국, 석유 보존부와 미국 지질학 조사국이며 이커스 내무 장관에 의하여 전부 감독되었다. 이 연방 대리들에 추가로 다양한 석유 생산 주들도 또한 자신들의 주들 안에서 석유 생산을 감독한 공공 대리들을 가졌다.
1941년 초기에 생산, 교통과 석유의 이용이 향상되는 데 우연 조직이 명확이 나왔다. 3월 국립 자원 계획부는 대통령에게 단 하나의 연방 권위가 후방 국내 전선에 석유 산업을 조정하는 데 지정되기를 추천하였다.
다음 몇달 안에 연료의 위기가 개발되기 시작하였다. 영국에 필요한 전쟁 공급물을 수송하는 데 50척의 유조선을 이용하면서 그 부족이 자라나는 미국의 전쟁 산업들로 석유의 공급을 위협하였다. 5월 초순에 이커스와 다른이들은 루스벨트에게 석유 공급들의 연방적 규제를 설립하는 데 강조하였다. 응답에서 5월 27일 루스벨트는 제한 없는 비상 사태를 선언하였다. 이어진 날에 그는 이커스를 국가 방어를 위한 석유 조정자로 지명하였다.

### 석유 조정자
석유 조정자로서 이커스는 얼마나 석유가 군사에 의하여 전쟁 수고를 위하여 필요한 것인가에 정보를 모으면서 임무가 주어졌다. 이커스는 또한 석유 생산을 효과적으로 증가시키는 데 무엇이 가져갈 것인가를 결정하기도 하였다.
1941년을 통하여 이커스는 석유의 생산, 수송, 정제와 분배를 위한 후방 국내 전선의 수용력의 목록을 안내하였다. 이 목록들에 근거에 이커스는 석유와 함께 영국과 소련에 공급을 위하여 고옥탄 가솔린을 생산하는 데 확장된 석유 생산 수용력들을 위하여 계획들을 개발하기 시작하였다. 근심은 추가적인 원유와 천연가스의 보존들, 족한 수송과 저장 시설들의 개발과 그 목적지들로 석유를 배달하는 능률에서 증가였다. 이 정보와 무장한 이커스는 또한 석유의 확고하고 족한 공급을 유지하는 데 필요로 한 것에 연방과 주립 대리들과 석유 산업을 조언하였다. 이커스는 또한 전쟁 산업들이 족한 석유 공급들을 받고 있는 것을 확신시키는 데 가능한 후방 국내 전선에 근심을 가진 생산 관리부를 조언하기도 하였다. 하지만 일어난 가스 배급은 보존된 가솔린보다 자동차의 타이어들을 위한 보존된 고무를 위하여 더욱 꾸며졌다. 이커스는 또한 미국의 공급에 의지하는 다약한 외국의 나라들과 함께 공급물을 조정해야 했다.
12월 7일 진주만 폭격에 루스벨트는 이커스의 칭호를 "전쟁을 위한 석유 조정자"로 바꾸었다. 1942년을 통하여 전쟁이 진행되고 강렬하게 만들어지면서 루스벨트는 이커스가 단순히 다양한 대리들과 산업을 조언하는 것보다 더욱 강한 권위를 필요했다고 결정하였다. 그러므로 12월 2일 대통령은 이커스가 그 우도머리로서와 함께 전쟁을 위한 석유 행정부를 설립하였다. 이커스의 지도력 아래 국가는 미국 동부에서 어떤 제한된 부족이 있던 후에 아무 석유 공급들의 주요 붕괴를 보지 않았다.

## 활동적인 퇴직
전쟁의 종말과 루스벨트의 사망에 이어 이커스는 1946년 2월 13일 내무 장관으로서 사임을 하였다. 그는 직위를 떠나는 데 루스벨트 행정부의 마지막 주요 활동자들 중의 하나였다. 이커스는 1950년대에 자신의 농장으로 퇴직 생활을 하였다. 〈The Secret Diary of Harold L. Ickes〉는 뉴딜과 제2차 세계 대전의 후방 국내 전선의 유일한 회원의 전망을 마련하였다. 그는 또한 뉴욕 포스트와 뉴 리퍼블릭 잡지를 위한 정치적 발행물에 난들을 쓰기도 하였다. 놀랍지도 않게도 그의 지적한 기사들은 1950년대 초반에 미국 상원 조지프 매카시의 반공주의 운동 같은 논쟁적 논점들을 다루었다. 이커스는 또한 활동적인 연설 스케줄을 유지하기도 하였다.
메릴랜드주 올니에 있는 저택 근처에서 78세의 나이로 사망하였다.